# Epinephelus macrospilos
Epinephelus macrospilos е вид бодлоперка от семейство Serranidae. Видът не е застрашен от изчезване.

## Разпространение и местообитание
Разпространен е в Австралия, Американска Самоа, Британска индоокеанска територия, Вануату, Виетнам, Индия, Индонезия, Кения, Кирибати, Китай, Кокосови острови, Коморски острови, Мавриций, Мадагаскар, Майот, Малайзия, Малдиви, Малки далечни острови на САЩ, Маршалови острови, Мианмар, Микронезия, Мозамбик, Науру, Нова Каледония, Острови Кук, Палау, Папуа Нова Гвинея, Провинции в КНР, Реюнион, Самоа, Сейшели, Соломонови острови, Сомалия, Тайван, Тайланд, Танзания, Токелау, Тонга, Тувалу, Уолис и Футуна, Фиджи, Филипини, Френска Полинезия, Шри Ланка, Южна Африка и Япония.
Обитава крайбрежията на морета, заливи и рифове. Среща се на дълбочина от 0,3 до 24 m, при температура на водата от 24,2 до 29,3 °C и соленост 32,2 – 35,5 ‰.

## Описание
На дължина достигат до 51 cm, а теглото им е максимум 2000 g.